# Moritz West
Moritz West, eigentlich Moritz Georg Nitzelberger (* 6. August 1840 in Landstraße, heute zu Wien; † 11. Juli 1904 in Aigen im Mühlkreis, Oberösterreich) war ein österreichischer Librettist.

## Leben
Moritz Nitzelberger wurde in Wien als Sohn des Hofbuchhaltungsbeamten Alois Nitzelberger geboren. Bereits als Jugendlicher verfasst er Liedtexte für seinen Schul- und Studienkollegen Carl Zeller, mit dem er lebenslang befreundet ist. Als Moritz West wird er später zum Hauptlibrettisten des Mostviertler Operettenkomponisten. Ab 1852 studierte West an der Universität Wien Rechtswissenschaften und promoviert 1862 erfolgreich zum Dr. jur. Im Anschluss daran bekam er eine Anstellung als Sekretär in der Verwaltung der Wiener Union-Bank. 1874 berief man ihn in den Verwaltungsrat der Mährisch-Schlesischen Zentralbahn. 1878 legte West alle seine Ämter nieder und unternahm eine längere Studienreise nach und durch Italien. Nach seiner Rückkehr ließ sich West als Librettist wieder in seiner Heimatstadt nieder.
Privat war Moritz Nitzelberger ein großer Bücherliebhaber und -sammler. Er besaß zuletzt eine private Bibliothek von ca. 1400 Werken mit 3200 Bänden, in der hauptsächlich deutsche Literatur, Geschichte, Reisen, Volkssagen und Sprichwörter, aber auch Austriaca und Viennensia vertreten waren.
Kurz vor der Jahrhundertwende zog West nach Aigen im Mühlkreis und starb dort vier Wochen vor seinem 64. Geburtstag am 11. Juli 1904. Er wurde am Romantikerfriedhof Maria Enzersdorf begraben.

## Rezeption
Nitzelbergers erste literarische Versuche datieren aus den Jahren seines Studiums. Schon früh begeisterten sich u. a. Franz Grillparzer und Eduard von Bauernfeld für sein Œuvre und unterstützten ihn auch. Nitzelberger verwendete für nahezu alle seine Veröffentlichungen sein Pseudonym Moritz West.

## Werke (Auswahl)
Libretti:
für Carl Zeller
- Szenen vom kölnischen Narrenfeste, 1868 (Liederspiel)
- Die Thomasnacht, 1869 (Liederspiel)
- Joconde, 1876 (zusammen mit Moret)
- Die Fornarina, 1879 (zusammen mit Richard Genée und Camillo Walzel)
- Die Carbonari, 1880 (zusammen mit Camillo Walzel)
- Der Vagabund, 1886 (zusammen mit Ludwig Held)
- Der Vogelhändler, 1891 (zusammen mit Ludwig Held)
- Der Obersteiger, 1894 (zusammen mit Ludwig Held)
- Der Kellermeister, 1901 (zusammen mit Ignaz Schnitzer)
- zahlreiche weitere Lied- und Chortexte

für  Richard Genée
- Nisida, 1880

für Franz von Suppè
- Die Afrikareise, 1883 (zusammen mit Richard Genée)
- Bellman, 1887 (zusammen mit Ludwig Held)

für Alfons Czibulka
- Gil Blas, 1889 (zusammen mit Camillo Walzel)

für Hermann Zumpe
- Polnische Wirtschaft, 1889 (zusammen mit Richard Genée)

für Johann Brandl
- Die Kosakin, 1891

für Leo Held
- Die Schwalben, 1897 (zusammen mit Ludwig Held)

für Edmund Eysler
- Bruder Straubinger, 1903 (zusammen mit Ignaz Schnitzer)

für Carl Wolfgang Zeller (1876–1965)
- Der fromme Landsknecht, 1903[4]